# Forcipomyia spinipenis
Forcipomyia spinipenis är en tvåvingeart som beskrevs av Tokunaga 1959. Forcipomyia spinipenis ingår i släktet Forcipomyia och familjen svidknott. Inga underarter finns listade i Catalogue of Life.